# Jabber (entreprise)
Pour les articles homonymes, voir Jabber.
Jabber Inc est une entreprise américaine fondée en 2000 et spécialisée dans le développement et la commercialisation de solutions de protocoles de communication et de messageries instantanées pour les entreprises, les fournisseurs de services de communications et les fabricants d'équipement de communication.
Son nom provient de Jabber, un ensemble de protocoles standards ouverts de l’IETF de messagerie instantanée et de présence, connu aujourd'hui sous l'appellation de XMPP.
Jabber Inc. est l'un des principaux sponsors de la XMPP Standards Foundation (XSF).
Le rachat de la société Jabber Inc. par Cisco ne concerne ni la fondation à but non lucratif XSF, ni le protocole XMPP.

## Produits
- JabberNow
- Jabber Extensible Communications Platform
- Jabber MomentIM
- Jabber Messenger